# Vue.js
Vue.js és un entorn de treball per a aplicacions web o framework escrit en JavaScript per a desenvolupar interfícies d'usuari. Vue.js és de codi obert on el pots trobar aquí, aquest té una llicència MIT.

## Característiques
- En un model Model-Vista-Controlador, vue.js representa majoritàriament la part Vista.
- Ús de plantilles basades en HTML.
- Reactivitat immediata a qualsevol canvi d'estat.
- Divisió del codi en petits components reutilitzables.